# Saint-Just-en-Chaussée
Saint-Just-en-Chaussée is een gemeente in het Franse departement Oise (regio Hauts-de-France). De plaats maakt deel uit van het arrondissement Clermont. Saint-Just-en-Chaussée telde op 1 januari 2022 5.940 inwoners.

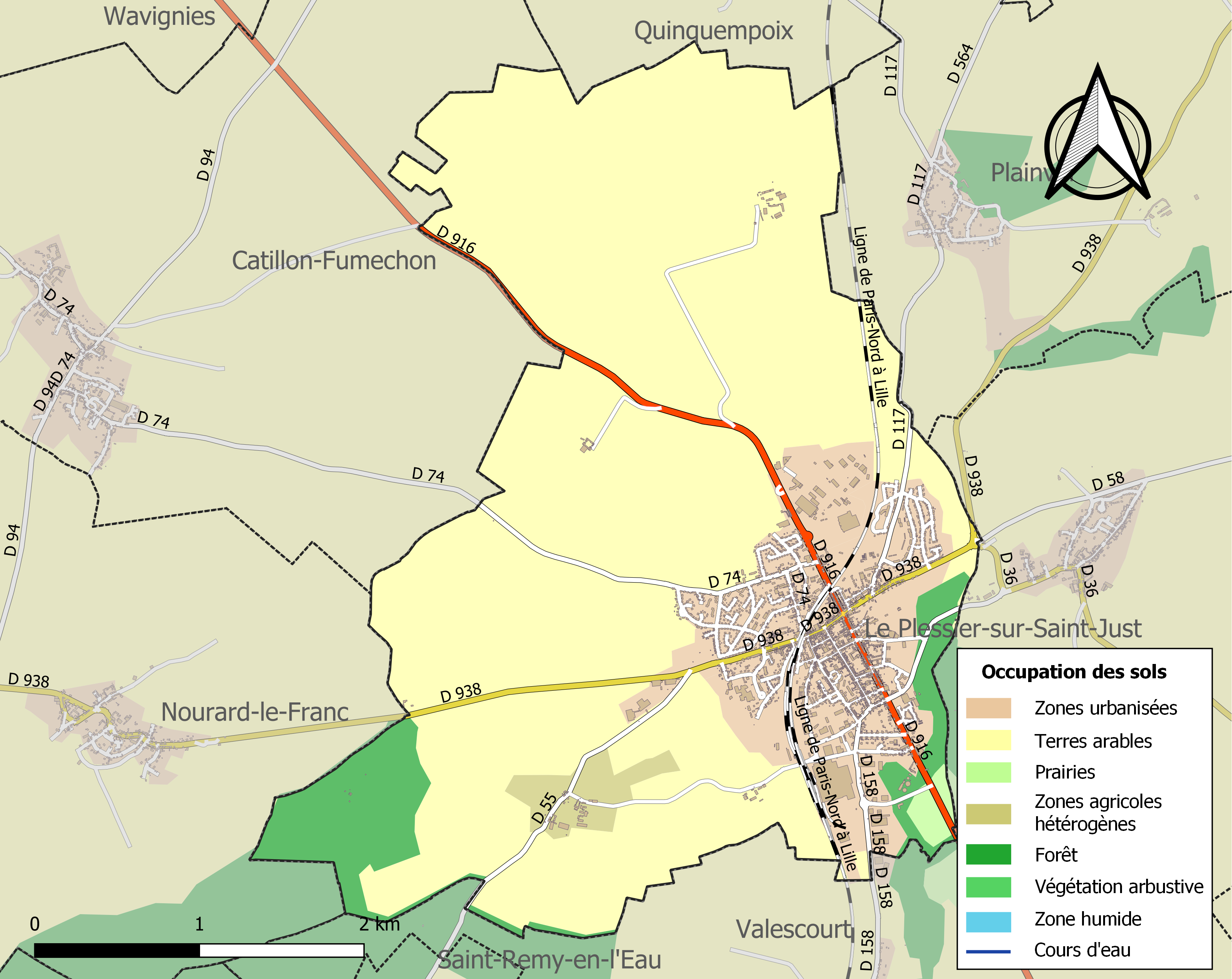
Kaart van de gemeente met belangrijkste infrastructuur, bodemgebruik en omliggende gemeenten

## Geografie
De oppervlakte van Saint-Just-en-Chaussée bedroeg op 1 januari 2022 14,66 vierkante kilometer; de bevolkingsdichtheid was toen 405,2 inwoners per km².

## Verkeer en vervoer
In de gemeente ligt spoorwegstation Saint-Just-en-Chaussée.

## Demografie
Onderstaande figuur toont het verloop van het inwonertal (bron: INSEE-tellingen).

## Geboren
- René Just Haüy (1743-1822), mineraloog
- Valentin Haüy (1745-1822), stichter van de eerste blindenschool